# Tea Altaras
Tea Altaras (Zagreb, 11. ožujka 1924. – Gießen, 28. rujna 2004.) hrvatsko - njemačka arhitektica poznata po istraživanju i objavljenim publikacijama o židovskim spomenicima i iskopinama u Hessenu.

## Životopis
Tea Fuhrmann Altaras je rođena u Zagrebu 11. ožujka 1924. Odrasla je zajedno sa sestrom Jelkom u zagrebačkoj židovskoj obitelji Žige i Alme Fuhrmann. Otac joj je bio imućni staklarski veletrgovac, odrasla je u čuvenoj "Okrugloj vili Furhmann" na Gornjem Prekrižju. Obitelj Tee Altaras je odmah po uspostavi Nezavisne Države Hrvatske istjerana iz vile, a otac joj je od uzrujavanja dobio srčani napad i preminuo. Arhitekt Stjepan Planić, koji je za Fuhrmanne izgradio Vilu Fuhrmann ili kako su je zvali Okrugla vila, i njegova supruga u svojoj su kući skrivali udovicu Fuhrman i njezine dvije kćeri dok su mogli. Tijekom Drugog svjetskog rata, u 17-oj godini, Tea Altaras dospijeva najprije u "Koncentracijski logor Kraljevica",  pa u Koncentracijski logor Kampor gdje je bila zatočena zajedno sa svojom majkom i sestrom. Nakon kapitulacije Italije bježi s majkom i sestrom na Vis, pa s Visa u južnu Italiju, gdje prevodi radio poruke za Amerikance. Tea Altaras, njezina majka i sestra su tijekom rata bili sudionici Narodnooslobodilačkog pokreta u Hrvatskoj na području Banovine.
Po završetku rata Tea se vraća u Zagreb gdje se učlanjuje u Komunističku partiju Hrvatske, oduševljeni je partijski aktivist, polaže srednjoškolsku maturu i studira arhitekturu na Arhitektonskom fakultetu u Zagrebu. Godine 1953. je diplomirala, te odmah počela raditi kao arhitekt u Zagrebu. Poslijediplomski studij je završila u Parizu. Po povratku u Zagreb udaje se za splitskoga liječnika Jakova Altarasa. Godine 1960. rodila je kćer jedinicu, Adriana. Godine 1964. suprug joj je preko noći bio prisiljen napustiti Zagreb i Hrvatsku, suočen s političkim progonom i montiranim sudskim procesom nakon što je počeo istraživati prave uzroke smrti svog brata Silvija, a kojega su početkom 1945. ubile komunističke vlasti Hrvatske. Altaras i njezina kći su nešto kasnije prokrijumčareni iz Zagreba do Italije. U Italiji je s kćerkom stanovala kod svoje sestre i njezina supruga, koji ih je prokrijumčario u prtljažniku svojeg automobila. Altaras je kćerku ostavila u Italiji kod sestre, dok se ona zaputila u njemački Konstanz gdje se zaposlila. Altaras je tri godine putovala između Konstanza i Zuricha, gdje joj je tada suprug radio i živio.
Altaras je postala njemački državljanin 1968. Kasnije se preselila sa suprugom i kćerkom u Gießen. Tamo je 1978. pomogla svojem suprugu u obnovi "Židovske općine Gießen". Tea Altaras je istraživala ruševine i ostatke bivše sinagoge u Hessenu. Godine 1989. primila je počasni doktorat "Sveučilišta Gießen" zbog njezinih doprinosa na polju judaizma u Hessenu. Godine 1995. dodijeljena joj je medalja Hedwig-Burgheim za njezine doprinose na polju istraživanja, te "Orden za posebne zasluge Savezne Republike Njemačke" koji joj je dodijelio predsjednik Njemačke Roman Herzog. Bila je poznata po svojim istraživanjima i publikacijama o sudbini u Drugom svjetskom ratu uništene židovske zajednice u Hessenu. Tijekom karijere je napisala nekolika knjiga na temu judaizma. Preminula je 28. rujna 2004. u Gießenu.

## Izbor iz djela
- Stätten der Juden in Gießen, Königstein i. Ts., 1998, ISBN 3-7845-7793-8
- Synagogen in Hessen - Was geschah seit 1945?,  Königstein i. Ts., 1988, ISBN 3-7845-7790-3
- Synagogen und jüdische Rituelle Tauchbäder und: Synagogen in Hessen - Was geschah seit 1945? Teil II,  Königstein i. Ts., 1994, ISBN 3-7845-7792-X
- Synagogen und jüdische rituelle Tauchbäder in Hessen - Was geschah seit 1945?, Die Blauen Bücher, Königstein i. Ts., Verlag Langewiesche, 2007, ISBN 978-3-7845-7794-4